# The Sly Trilogy
 (septembre 2022).
Si vous disposez d'ouvrages ou d'articles de référence ou si vous connaissez des sites web de qualité traitant du thème abordé ici, merci de compléter l'article en donnant les références utiles à sa vérifiabilité et en les liant à la section « Notes et références ».
The Sly Trilogy, nommé The Sly Collection dans sa version originale  nord-américaine et The Sly Cooper Collection au Japon, est une compilation développée par Sanzaru Games et Sucker Punch, sortie le 3 décembre 2010 sur PlayStation 3 et le 16 avril 2014 sur PlayStation Vita, qui regroupe les portages des jeux Sly Raccoon, Sly 2 : Association de voleurs et Sly 3.

## Différences notables
Les trois jeux sont adaptés au format 720p, remastérisés et retexturé en haute définition avec une image au format 16:9, compatible avec les capacités 3D de la PlayStation 3.
Sur PlayStation 3, les trois jeux sont présents sur un unique disque Blu-Ray. Sur PlayStation Vita, les jeux Sly 1 et  Sly 2 sont présents dans la carte, cependant Sly 3 est à télécharger sur le PlayStation Store.

### Sly Raccoon
Dans Sly 1, les musiques de certains niveaux ont été légèrement modifiées. Le bruit lors d'un ramassage de bouteilles est réduit par rapport à la PS2. La voix de Bentley dans certains segments a été modifiée et la voix de Clockwerk a été totalement modifiée. Sur PS2, la voix de Clockwerk est lente et robotisée. Sur PS3, il parle avec une allure normale. À noter également la mauvaise synchronisation entre la musique et les mouvements à effectuer dans le niveau de la bataille contre Miss Ruby (La danse funeste), alors que sur PS2, il n'y avait pas ce problème. Le décor du niveau de la bataille avec le Panda King (Flame Fu !) a également été légèrement revu. Sur PS2, l'antre du Panda King est marron, tandis que sur PS3, elle est blanche.
À noter aussi que les commentaires des concepteurs (disponibles sur PS2 après avoir effectué le Sprint Maître Voleur d'un niveau) disparaissent sur PS3.

### Contenu exclusif
Des mini-jeux exclusifs compatibles PlayStation Move sont présents, et chacun des trois jeux et mini-jeux possèdent des trophées.

### Annonce deSly 4
Lorsque le joueur débloque tous les trophées disponibles, un menu « ????? » devient alors accessible. Apparait alors une cinématique courte avec la silhouette de Sly tapi dans l'ombre, caché dans des hautes herbes, prêt à infiltrer un camp, suivie d'un logo « Sly 4 ? ».